# (500143) 2012 DT16
(500143) 2012 DT16 es un asteroide perteneciente al cinturón de asteroides, descubierto el 28 de febrero de 2008 por el equipo del Mount Lemmon Survey desde el Observatorio del Monte Lemmon, Arizona, Estados Unidos.

## Designación y nombre
Designado provisionalmente como 2012 DT16.

## Características orbitales
2012 DT16 está situado a una distancia media del Sol de 2,530 ua, pudiendo alejarse hasta 3,039 ua y acercarse hasta 2,021 ua. Su excentricidad es 0,201 y la inclinación orbital 11,16 grados. Emplea 1470,21 días en completar una órbita alrededor del Sol.

## Características físicas
La magnitud absoluta de 2012 DT16 es 15,9.